# Bola Ajibola
Bola Ajibola, voluit Prins Abdul-Jabbar Bolasodun Adesumbo Ajibola (Abeokuta, 22 maart 1934 – 8 april 2023) was een Nigeriaans politicus en rechter. Van 1985 tot 1991 was hij procureur-generaal en Minister van Justitie. Aansluitend was hij drie jaar lang rechter bij het Internationale Gerechtshof.

## Levensloop
Ajibola studeerde van 1959 tot 1962 rechtsgeleerdheid aan de Universiteit van Londen. Aansluitend zette hij in eigen land een advocatenkantoor op dat zich vooral richt op handelsrecht met als specialisatie internationale geschillen. Van 1984 en 1985 was hij voorzitter van de landelijke advocatenvereniging.
In september 1985 werd hij benoemd tot procureur-generaal en Minister van Justitie van Nigeria. Deze functie voerde hij uit tot 1991. Vanaf 1986 tot aan het eind van zijn ministerschap was hij daarnaast lid van de Commissie voor Internationaal Recht van de Verenigde Naties.
Na het overlijden van zijn landgenoot Taslim Olawale Elias in 1991 voor het verstrijken van zijn termijn als rechter van het Internationale Gerechtshof in Den Haag, werd Ajibola benoemd tot diens opvolger tot 1994. Erna diende hij ook nog verschillende malen als ad-hocrechter van het Hof. Hij is verder ook nog arbiter van het Permanente Hof van Arbitrage, dat eveneens in Den Haag zetelt, en lid van enkele andere instituten van internationale arbitrage. In de periode van 1997 tot 2002 was hij een van de drie buitenlandse rechters van het nieuw opgerichte Grondwettelijk Hof van Bosnië en Herzegovina.
Ajibola publiceerde meer dan 20 boeken.

## Erkenning
Ajibola werd in 1989 opgenomen als Ridder Commandeur in de Orde van het Britse Rijk en tot Commandeur in de Orde van de Federatie van Nigeria. Hij ontving verder eredoctoraten van de Universiteit van Sokoto en de Agrarische Universiteit van Abeokuta. Verder is hij uitgeroepen tot senior advocaat door enkele selecte juristenverenigingen.